# Harvard Law Review
De Harvard Law Review is een wetenschappelijk tijdschrift in de rechtsgeleerdheid dat uitgegeven wordt door een onafhankelijke studentenvereniging van de Harvard Law School.

## Overzicht
De Review is een van de meest geciteerde juridische tijdschriften in de Verenigde Staten. Het wordt maandelijks uitgegeven van november tot juni, waarbij de novembereditie een jaaroverzicht geeft van de dossiers van het Supreme Court. Het tijdschrift heeft een oplage van om en bij de 4000 en publiceert ook op het internet. Daarenboven publiceert het ook het exclusief online Harvard Law Review Forum, een tijdschrift met academisch wederwoord op de inhoud van de Harvard Law Review.
De Harvard Law Review Association geeft samen met de Columbia Law Review, de University of Pennsylvania Law Review en de Yale Law Journal, de Bluebook|The Bluebook: A Uniform System of Citation uit. Dit is een autoriteit op vlak van juridische citatievormen in de Verenigde Staten.

## Geschiedenis
De Harvard Law Review bracht zijn eerste publicatie uit op 15 april 1887 en is dan ook het oudste juridisch tijdschrift in de Verenigde Staten dat door studenten wordt beheerd. De oprichting ervan werd in grote mate mogelijk gemaakt door de steun en medewerking van Louis Brandeis. Deze laatste was op dat moment nog niet zo lang alumnus van de Harvard Law School en werkte ook als jurist in Boston. Later werd deze man rechter van het Amerikaanse Hooggerechtshof. De eerste vrouw die het voorzitterschap van het tijdschrift mocht opnemen, was de Democraat Susan Estrich (1978); de eerste persoon met een zwarte huidskleur die voorzitter werd was Barack Obama (1991). Andrew Crespo werd de eerste Hispanic voorzitter (2008).
De hoofdkwartieren van de Harvard Law Review in het Gannett House zijn gelegen op de campus van de Harvard Law School. Het is een wit gebouw dat gebouwd werd in Greek Rivival-stijl die populair was in de regio van New England gedurende de tweede helft van de negentiende eeuw. Vooraleer het tijdschrift verhuisde naar het Gannett House in 1925, was het nog gevestigd in de Austin Hall van Harvard Law School.
Veertien redacteurs worden geselecteerd op basis van een combinatie van hun resultaten in het eerste jaar en hun wedstrijdresultaten. Twintig redacteurs worden gekozen enkel op grond van de wedstrijdresultaten. De overblijvende redacteurs worden aangeduid op discretionaire basis.

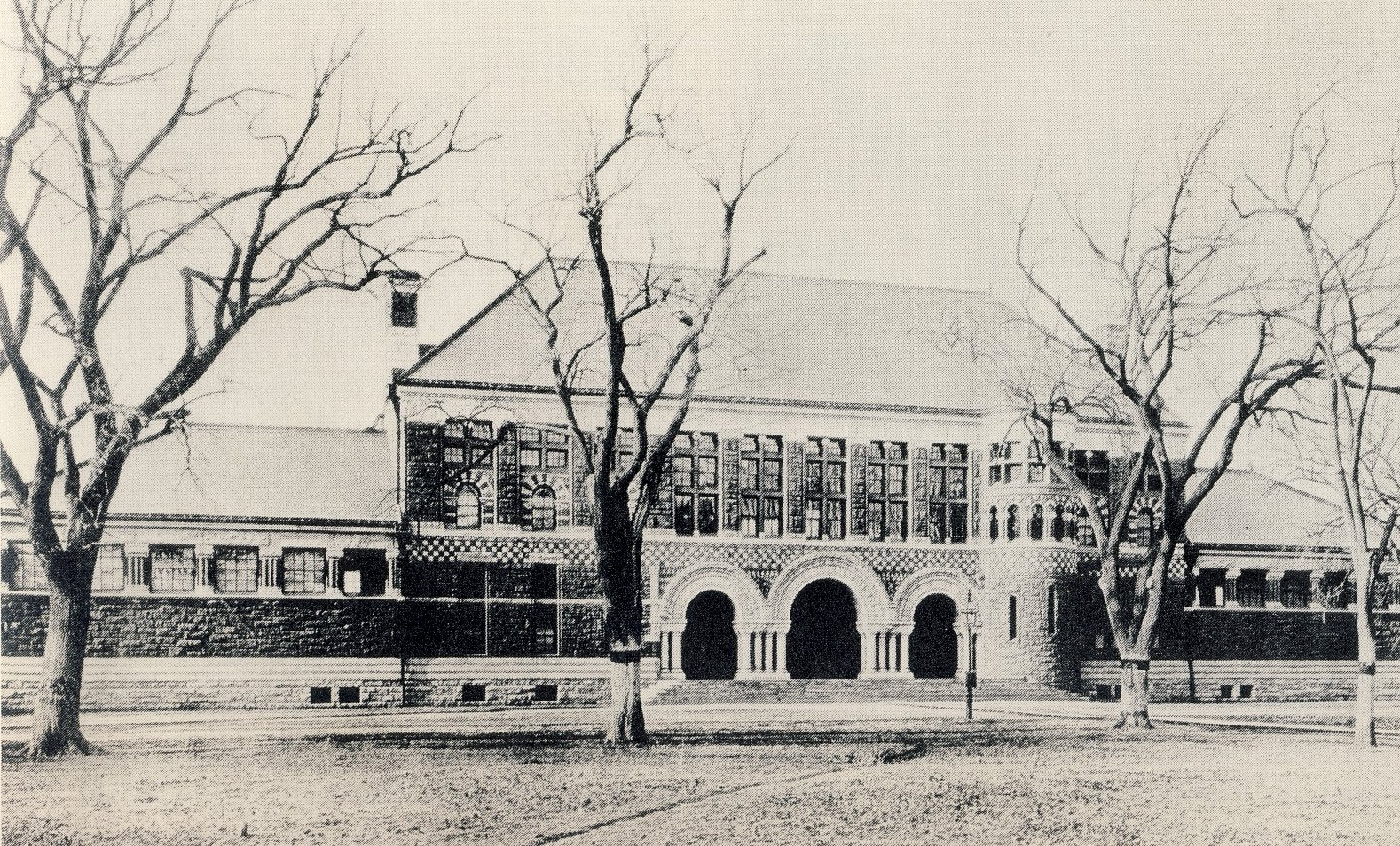
Austin Hall was vroeger het hoofdgebouw van de Harvard Law School